# Janet Evans
Janet Beth Evans (Fullerton, Kalifornia, 1971. augusztus 28. –) amerikai úszó, négyszeres olimpiai aranyérmes, ötszörös világbajnok. Három aranyérmet szerzett az 1988-as szöuli olimpián, az 1992-es barcelonai olimpián pedig egy arany- és egy ezüstérmet nyert. Utoljára az 1996-os atlantai olimpián vett részt. Visszatérését 2011-ben jelentette be.